# Viking Roma Floorball Club
Il Viking Roma Floorball Club è una squadra romana di floorball. Attualmente gestita da L. Lanzoni, è una delle squadre più titolate del campionato italiano di floorball, sport che negli ultimi anni si sta diffondendo anche in Italia.

Nella stagione 2006/07 i Viking hanno conquistato il titolo di Campioni d'Italia su Campo Grande.

Nella stagione 2010/11 i ragazzi di Roma si sono aggiudicati il loro secondo scudetto su Campo Grande dopo un'emozionante finale con i rivali di SSV Diamante Bolzano.
Vince la Coppa Italia Campo Grande 2015/2016
Nella stagione 2018/2019, dopo otto anni, Viking Roma torna a vincere lo scudetto su Campo Grande, imponendosi con un secco 11-6 in casa del rivali di Sterzing/Gargazon.
Nella stagione 2022/2023 torna al successo su Campo Grande vincendo la finale Scudetto contro i rivali storici di SSV Diamante Bolzano 8-6.

## Rosa 2015/2016[2]

### Portieri
- 69  Vito Adragna
- 81Andrea Abbruciati
- 88  Nicolas Manca

### Difensori
- 2  Alessandro Sallorenzo
- 6  Alessandro Cristini
- 7  Nicolo' Zanella
- 11Filippo Muschera
- 93  Manolo Salvagno

### Attaccanti
- 9  Daniele D'Anna (C)
- 10  Jacopo Ciotti
- 14 / Stefano Murace
- 19  Giulia Nardi
- 21  Alessio Cimaglia
- 24  Simone Sorte
- 25  Lorenzo Savino
- 96  Francesco Zanella

### Coach
- Valerio Pinna
- Vito Adragna

## Rosa 2010/2011

### Portieri
- numero 1 Nicolas Manca
- numero 69  Vito Adragna

### Difensori
- numero 6  Alessandro Cristini
- numero 7  Nicolò Zanella
- numero 17  Jorgen Olshov
- numero 98  Stefano Murace

### Attaccanti
- numero 9  Daniele D'Anna (C)
- numero 24  Simone Sorte
- numero 96  Francesco Zanella

### Coach
Roger Bergonzoli

## Rosa U19 2014/2015

### Portieri
- 99Nicolas Manca (1997)

### Difensori
- 7 Nicolò Fazzi (1999)
- 8 Giacomo Vannozzi (1998)
- 11Filippo Muscherà (1999)
- 21Alessio Cimaglia (1999)

### Attaccanti
- 10Jacopo Ciotti (1997)
- 12Federico Murace (2000)
- 15Mattia Tenaglia (1999)
- 19Alessandro Fanfoni (1999)
- 27Davide Farina (2000)
- 33 Giovanni Savino (2000)

## Classifica U19 2014/2015
| U19 2014/2015          | G  | V | N | S | Pt. |
| SSV Diamante           | 10 | 8 | 0 | 2 | 24  |
| UHC Varese             | 10 | 6 | 2 | 2 | 20  |
| Viking Roma FC         | 10 | 6 | 1 | 3 | 19  |
| ---------------------- | -- | - | - | - | --- |
| ASC Algund             | 10 | 5 | 0 | 5 | 15  |
| Laives                 | 10 | 3 | 1 | 6 | 10  |
| ASD Floorball Ciampino | 10 | 0 | 0 | 0 | 0   |

## Classifica marcatori (parziale) Viking Roma U19 2014/2015
| Classifica Marcatori U19 2014/2015 | Partite | Goal | Assist | Penalità |
| Alessio Cimaglia                   | 10      | 12   | 6      | 2        |
| Jacopo Ciotti                      | 7       | 11   | 4      | "        |
| Alessandro Fanfoni                 | 10      | 10   | 4      | 2        |
| Manolò Salvagno                    | 4       | 10   | 3      | "        |
| Simone Sorte                       | 4       | 6    | 4      | "        |
| ---------------------------------- | ------- | ---- | ------ | -------- |

## Le "vecchie guardie"
- Henrik Blumenthal (2001-02)
- Fabian Mellegard (2004-08)
- Johannes Eriksson (2004-06)
- Olli-Pekka Heinanen (2004-06)
- Simon Bogefors (2005-06)
- Janne Bjerlestam (2006-07)
- Andreas Vanberg (2006-07)
- Jaakko Hintikka (2007-08)
- Vince Villani (2000-2010)